# Sztuka interpretacji
Sztuka interpretacji (wybór i opracowanie Henryk Markiewicz, wyd. Ossolineum, 1971, 1973; Universitas, 2011) – trzytomowa antologia, grupująca analizy krytycznoliterackie najwybitniejszych dzieł literatury światowej, stworzone przez literaturoznawców w XX wieku. W 2011 ukazał się trzeci tom antologii, Sztuka interpretacji w ostatnim półwieczu, również w wyborze i opracowaniu Henryka Markiewicza przy współudziale Teresy Walas (wyd. Universitas).

## Zawartość
Omówione zostały następujące utwory oraz twórcy:

### Tom 1
- William Shakespeare – Hamlet
- William Shakespeare – Otello
- Miguel de Cervantes – Don Kichot
- Luis de Góngora y Argote – La Fábula de Polifemo y Galatea
- Andrew Marvell – Ogród
- Jean de La Fontaine – Kot, Łaska i Królik
- Jean Baptiste Racine – Récit de Théremène (fragment Fedry)
- Oda
- Henry Fielding – Tom Jones – Historia Podrzutka
- Laurence Sterne
- Gottfried August Bürger – Lenora
- Samuel Taylor Coleridge – Rymy o sędziwym marynarzu
- Johann Wolfgang von Goethe – Faust
- John Keats – Oda do urny greckiej
- Stendhal – Czerwone i czarne
- Aleksandr Puszkin – Jeździec miedziany
- Edgar Allan Poe – Berenice
- Nikołaj Gogol – Płaszcz
- Fiodor Dostojewski – Biedni ludzie
- Charles Baudelaire – Koty
- Gustave Flaubert – Pani Bovary

### Tom 2
- Stéphane Mallarmé – Popołudnie Fauna
- Friedrich Nietzsche – Tako rzecze Zaratustra
- Lew Tołstoj – Hadżi-Murat
- Joseph Conrad – Nostromo
- Marcel Proust – W poszukiwaniu straconego czasu
- James Joyce
- Franz Kafka – Proces
- Thomas Mann – Doktor Faustus
- Albert Camus – Obcy
- Thomas Stearns Eliot – Cztery kwartety
- William Faulkner
- René Char

### Tom 3
- Samuel Beckett – Końcówka
- Ian Fleming (seria o Agencie 007)
- Honoré de Balzac – Chłopi
- Aleksandr Puszkin – *** (wiersz)
- Edgar Allan Poe – Prawdziwy opis wypadku z panem Waldemarem
- William Makepeace Thackeray – Targowisko próżności
- Jean Baptiste Racine – Ifigenia, Johann Wolfgang Goethe – Ifigenia w Taurydzie
- Stéphane Mallarmé
- Robert Browning – Childe Roland to the Dark Tower Came
- Paul Celan – Tenebrae
- Joseph Conrad – Jądro ciemności
- Marcel Proust – W poszukiwaniu straconego czasu
- Mary Shelley – Frankenstein
- Comte de Lautréamont – Pieśni Maldorora
- John Milton – Poematy
- William Shakespeare – Król Lear
- Emily Brontë – Wichrowe Wzgórza
- Honoré de Balzac
- William Shakespeare – Burza
- Herman Melville – Billy Budd
- Friedrich Hölderlin
- Gérard de Nerval – El Desdichado
- Jane Austen – Mansfield Park
- Charles Dickens – Ciężkie czasy
- Sofokles – Antygona
- Toni Morrison – Umiłowana
- Ernest Hemingway – Bardzo krótka historia
- Aneks: Edgar Allan Poe – Skradziony list